# Archivio di Stato di Macerata
L'Archivio di Stato di Macerata è l'ufficio periferico del Ministero della cultura che a norma di legge conserva la documentazione storica prodotta dalle amministrazioni periferiche dello Stato nella provincia di Macerata e per deposito volontario, custodia temporanea, donazione o acquisto ogni altro archivio o raccolta documentaria di importanza storica.
Dipendente dall'Archivio di Stato di Macerata è l'Archivio di Stato di Camerino, istituita con D.M. 1 luglio 1967 e funzionante dal 1971.

## Storia
L'Archivio di Stato di Macerata fu istituito con D.P.R. 30 settembre 1963 n. 1409 dopo essere stato creato come Sezione di Archivio di Stato con D.M. 15 maggio 1941, ai sensi della Legge 22 dicembre 1939 n. 2006. Suo carattere peculiare è quello di conservare documentazione relativa non solo alla città ed alla sua provincia, ma anche a tutta o gran parte dell'attuale regione marchigiana in quanto a partire dal XV secolo Macerata fu sede delle principali magistrature pontificie della cosiddetta Marca di Ancona, che avevano giurisdizione su tutte le Marche.
Fin dall’inizio dell’attività nel luglio 1941, l’Istituto ricevette i fondi cosiddetti governativi e alcuni dei più importanti fondi archivistici maceratesi, che erano stati riuniti nei primi decenni del Novecento ad opera di studiosi ed enti diversi presso la Biblioteca comunale Mozzi Borgetti e presso i locali di deposito della Prefettura di Macerata. A questo nucleo iniziale si aggiunsero nei decenni successivi gli archivi di organi finanziari, riuniti presso i locali dell'Intendenza di finanza di Macerata, quelli giudiziari dei Tribunali napoleonici, dei Tribunali civili e penali pontifici e post-unitari, della Pretura di Macerata, già conservati presso l’ex monastero di Santa Chiara, sede di Tribunale e di carceri, ed infine anche i catasti antichi, tutti gli archivi notarili della provincia maceratese, nonché alcuni archivi comunali che rischiavano la dispersione o un inevitabile degrado.
Nel 1974, al fine di poter accogliere una documentazione in rapida crescita e di rispondere al meglio alle esigenze degli studiosi, l’Archivio di Stato fu trasferito nella sede attuale di Corso Fratelli Cairoli n. 175.

## Patrimonio
Il patrimonio archivistico descritto nel SIAS costituisce una fonte di primaria importanza per la storia del territorio della città e dell'attuale provincia di Macerata a partire dal periodo dell'Antico regime fino ai giorni nostri.
Macerata fu libero comune fin dal XII secolo. «Testimonianza di tale istituzione è l'archivio storico comunale (1176 - 1928) conservato presso l'Archivio di Stato». A partire poi dal secolo XV «Macerata fu sede delle principali magistrature pontificie della Marca di Ancona aventi giurisdizione sul territorio di gran parte dell'attuale regione».
Si segnalano in particolare l’archivio storico del Comune di Macerata, depositato in Istituto nel 1955, i fondi di varie magistrature del Governo pontificio (Curia generale della Marca di Ancona, Tribunale della Rota di Macerata, Governatore generale della Marca di Ancona) nonché quelli degli uffici periferici dello Stato unitario (Prefettura, Questura, Tribunale).
Di particolare interesse sono gli archivi notarili ed i catasti del territorio maceratese, dal Catasto gregoriano a quelli urbani, dei terreni e dei fabbricati.
Le ultime acquisizioni in ordine cronologico sono costituite dagli archivi versati dalla Ragioneria territoriale dello Stato di Macerata e dal Tribunale di Macerata.
Particolare menzione meritano, infine, alcuni degli archivi di persona conservati, fra i quali quelli del notaio e musicofilo maceratese Augusto Marchesini, dell’eroe maceratese della seconda Guerra mondiale tenente Arturo Ciccolini, dell’esploratore bergamasco Giacomo Costantino Beltrami, del poliedrico artista genovese Giovanni Battista Tassara e, in ultimo, di Amedeo Ricci, primo direttore della Sezione di Archivio di Stato di Macerata..